# Усаддя (Малоярославецький район)
Усаддя (рос. Усадье) — присілок в Малоярославецькому районі Калузької області Російської Федерації.
Населення становить 2 особи. Входить до складу муніципального утворення Присілок Захарово.

## Історія
Від 2004 року входить до складу муніципального утворення Присілок Захарово.

## Населення
| 2002 | 2010 |
| ---- | ---- |
| 5    | ↘2   |